# St. Peter und Paul (Salmünster)
| St. Peter und Paul (Salmünster)                          |                                              |
|                                                          |                                              |
| St. Peter und Paul; rechts die ehemaligen Klostergebäude |                                              |
| Ort                                                      | Salmünster                                   |
| Konfession                                               | römisch-katholisch                           |
| Diözese                                                  | Bistum Fulda                                 |
| Patrozinium                                              | St. Peter und Paul                           |
| Baujahr                                                  | 1735                                         |
| Bautyp                                                   | ehem. Franziskaner-Klosterkirche, Saalkirche |
| Funktion                                                 | Pfarrkirche                                  |

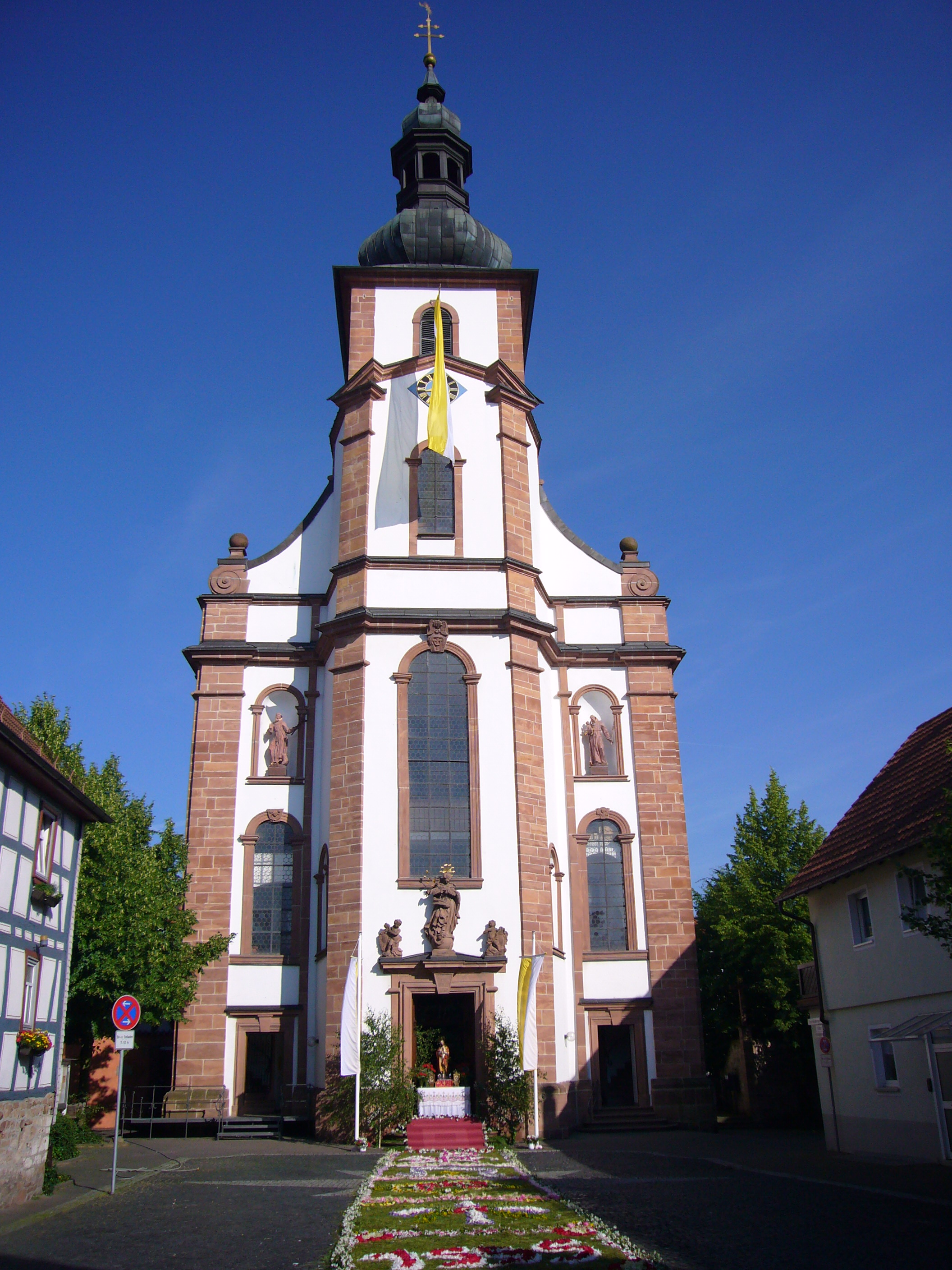
Turmfassade

Die römisch-katholische Pfarrkirche St. Peter und Paul in Salmünster im Bistum Fulda wurde von 1737 bis 1745 nach Plänen des Fuldaer Hofbaumeisters Andrea Gallasini als Kirche des Franziskanerklosters Salmünster und der Pfarrei errichtet. Sie ersetzte eine sehr viel ältere Pfarr- und Stiftskirche.

## Geschichte
Salmünster, dessen Name Münster auf eine frühe klösterliche Niederlassung deutet, zählte zu den im 9. Jahrhundert vom Kloster Fulda aus gegründeten Urpfarreien, ursprünglich allein mit dem Patrozinium des Apostels Petrus. Mit dem Wachstum des Ortes an der Via Regia wuchs auch die Bedeutung der Pfarrei. 1319, gleichzeitig mit der Verleihung der Stadtrechte, wurde bei der Kirche ein Kollegiatstift gegründet. Es bestand bis zur Reformation. Danach verfielen die Gebäude bis zum Ende des Dreißigjährigen Kriegs. Von der alten Stiftskirche blieb nur ein Wehrturm erhalten, der 1895 einstürzte.
1650 wurde die Anlage durch das Reichsstift Fulda von Franziskanern der Thüringischen Franziskanerprovinz (Thuringia) besiedelt, die aus ihrem Konvent in Gelnhausen vertrieben worden waren. Sie übernahmen die Pfarrseelsorge und errichteten in den 1690er-Jahren ein neues großes Klostergebäude. Der Baubeginn der neuen Kirche, jetzt mit dem Zweitpatrozinium des Apostels Paulus, fiel 1737 zusammen mit dem Amtsantritt des Fürstabts Amand von Buseck, der starken Anteil am Bau nahm.
Das Franziskanerkloster bestand – mit einer Unterbrechung infolge des Kulturkampfes von 1875 bis 1894 – bis 2004. Ende des 19. Jahrhunderts befand sich in Salmünster ein Ordensstudium zur Ausbildung des Ordensnachwuchses, von 1918 bis 1968 bestand dort das Noviziat der Thuringia. Die Konventsgebäude wurden 1990 bis 1992 zu einem Bildungs- und Exerzitienhaus des Bistums Fulda umgestaltet, die letzten drei Franziskaner verließen Salmünster Ende 2004.

## Architektur

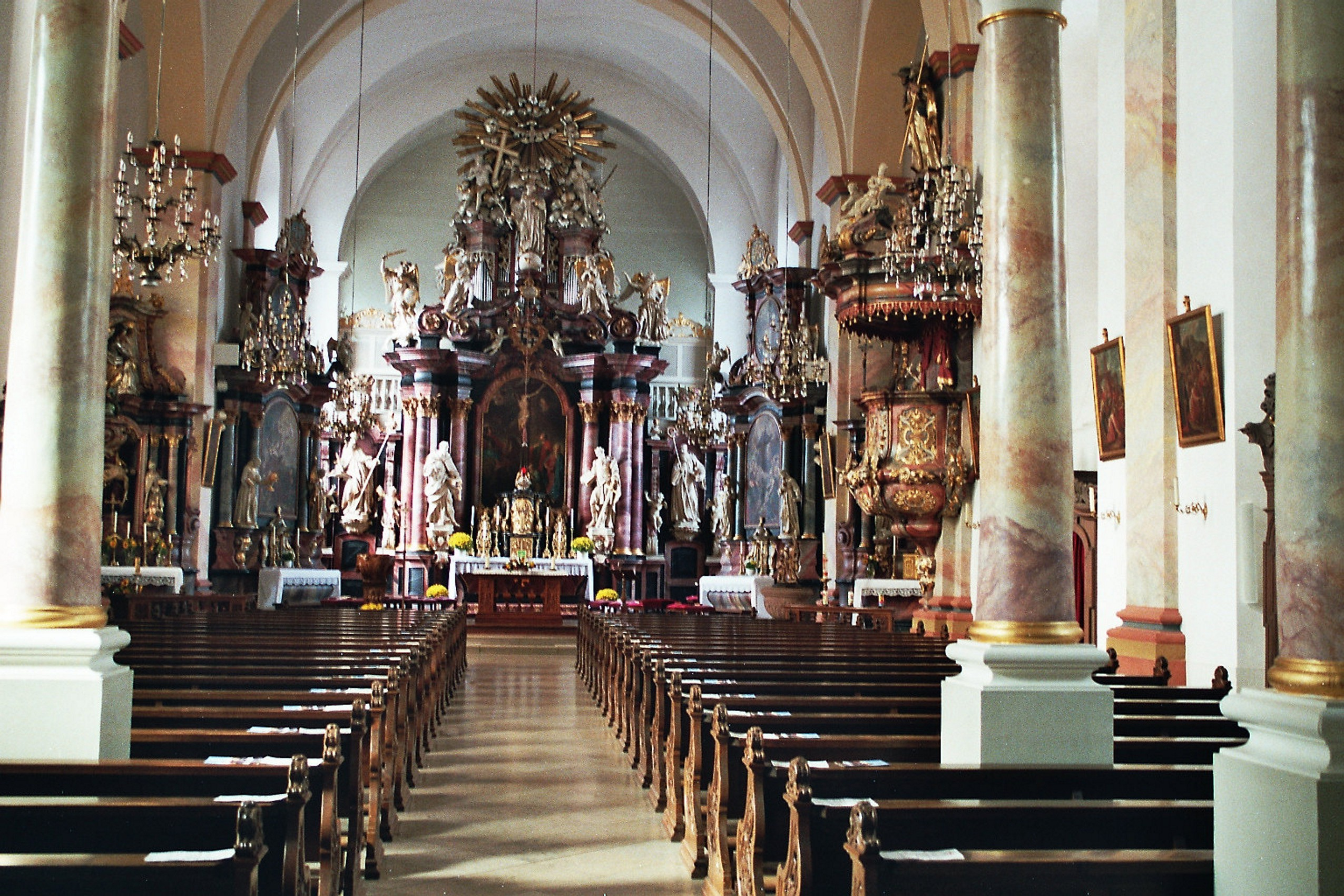
Innenansicht

St. Peter und Paul ist eine Saalkirche mit eingestellten Marmorsäulen. Dem gerade schließenden Altarraum im Westen steht im Osten eine Portalfassade mit risalitartig vorspringendem Mittelturm gegenüber. Die Fassade ist mit lebhaften Statuen der Muttergottes und der Heiligen Franz von Assisi und Antonius von Padua geschmückt. Den Turm krönt eine Welsche Haube.

## Ausstattung
Zum eher kargen Äußeren kontrastiert die reiche Barockausstattung des Innenraums. Die Kanzel sowie fünf Altäre stammen von den Fuldaer Hofmalern Johann Andreas Herrlein und Emanuel Wohlhaupter sowie den franziskanischen Bildhauern Hyazinth Wiegand und Melchior Egenolf.

## Orgel
Die Orgel wurde 1995 von dem Orgelbauer Thomas Jann (Allkofen) erbaut. Das Schleifladen-Instrument hat 33 Register auf drei Manualwerken und Pedal. Das Echowerk ist schwellbar. Die Spiel- und Registertrakturen sind mechanisch.
| I Rückpositiv C–a3 |                 |       |
| 1.                 | Copula          | 8′    |
| 2.                 | Praestant       | 4′    |
| 3.                 | Flauto          | 4′    |
| 4.                 | Principal       | 2′    |
| 5.                 | Kleingedeckt    | 2′    |
| 6.                 | Sesquialtera II | 2 ⁄3′ |
| 7.                 | Larigot         | 1 ⁄3′ |
| 8.                 | Mixtur IV       | 1 ⁄3′ |
| 9.                 | Cromorne        | 8′    |
|                    | Tremulant       |       |

| II Hauptwerk C–a3 |                   |     |
| 10.               | Bourdun           | 16′ |
| 11.               | Praestant         | 8′  |
| 12.               | Rohrflöte         | 8′  |
| 13.               | Octave            | 4′  |
| 14.               | Blockflöte        | 4′  |
| 15.               | Doublette         | 2′  |
| 16.               | Kornett V (ab g0) | 8′  |
| 17.               | Mixtur Vi         | 2′  |
| 18.               | Scharf III        | 1′  |
| 19.               | Trompete          | 8′  |
|                   | Tremulant         |     |

| III Echowerk C–a3 |                 |    |
| 20.               | Salicional      | 8′ |
| 21.               | Flöte           | 8′ |
| 22.               | Unda maris      | 8′ |
| 23.               | Viola           | 4′ |
| 24.               | Traversflöte    | 2′ |
| 25.               | Vox humana      | 8′ |
|                   | Tremblant douce |    |

| Pedalwerk C–f1 |                |     |
| 26.            | Principalbass  | 16′ |
| 27.            | Octavbass      | 8′  |
| 28.            | Subbass        | 16′ |
| 29.            | Gedecktbass    | 8′  |
| 30.            | Pedalflöte     | 4′  |
| 31.            | Hintersatz III | 4′  |
| 32.            | Bombarde       | 16′ |
| 33.            | Posaune        | 8′  |

- Koppeln: I/II, III/II, I/P, II/P, III/P

Im Chor befindet sich eine einmanualige Chororgel, die von Werner Bosch Orgelbau gefertigt wurde.

## Glocken
Für Salmünster hat die Glockengießerei Otto aus Hemelingen/Bremen wiederholt Bronzeglocken gegossen und zwar in den Jahren 1902, 1927, 1950 und 1959. Die Glocken vor 1945 fielen mit Ausnahme der kleinsten den Glockenvernichtungen der beiden Weltkriege des vergangenen Jahrhunderts zum Opfer und wurden eingeschmolzen.
| Glocke | Name                  | Gussjahr | Durchmesser | Gewicht | Schlagton |
| ------ | --------------------- | -------- | ----------- | ------- | --------- |
| 1      | Johannesglocke        | 1959     | 1540 mm     | 2413 kg | cis'      |
| 2      | Peter-und-Paul-Glocke | 1950     | 1270 mm     | 1375 kg | e'        |
| 3      | Maria-Hilf-Glocke     | 1950     | 1130 mm     | 0975 kg | fis'      |
| 4      | Josefsglocke          | 1902     | 0970 mm     | 0568 kg | gis'      |